# Г̣
Г̣, г̣ (Г с точкой снизу) — буква расширенной кириллицы, используемая для кириллической транскрипции различных языков.
Была предложена известным арабистом И. Ю. Крачковским наряду с буквой г без диакритических знаков в кириллической транскрипции арабского языка для обозначения арабской буквы г̣айн (غ) и передачи звонкого увулярного спиранта.
Различными авторами знак использовался для обозначения и иных букв. Так, Г. П. Сердюченко знаками с точкой под буквой, в том числе и г̣ , передаёт церебральные (ретрофлексные) согласные во всех языках, произносимые с загнутым вверх и назад передним краем или кончиком языка. В персидском языке букву гайн Сердюченко определяет как твёрдую увулярную заднеязычную согласную фонему или увулярный глухой спирант и транслитерирует её, как и Б. В. Миллер, буквой г с верхней точкой.   
В транскрипции из языка пушту на русский язык буквой г̣ обозначают букву ږ, при этом в восточной ветви языка это звук г, а в западной — церебральное ж. Арабская буква гайн в пушту также транслитерируется в г с верхней точкой.
В целом существуют различия подходов лингвистов различных периодов и школ к кириллизации достаточно многочисленных языков, использующих арабский алфавит. 

## Представление буквы в Юникоде
| Форма     | Представление | Комбинация знаков Юникода | Описание                                                            |
| --------- | ------------- | ------------------------- | ------------------------------------------------------------------- |
| Заглавная | Г̣             | U+0413 + U+0323           | Кириллическая заглавная буква гэ с комбинируемой подстрочной точкой |
| Строчная  | г̣             | U+0433 + U+0323           | Кириллическая строчная буква гэ с комбинируемой подстрочной точкой  |